# WACK
WACK는 일본의 연예 사무소이다. 대표 이사는 사토 타케시.
사명은, Watanabe, Artistic, Creative, KK의 두문자.

## 소속 아티스트 / 탤런트

### 그룹
- GANG PARADE
  - KiSS KiSS
- ExWHYZ
- 마메시바노 타이군
- ASP
- BiTE A SHOCK

### 솔로
- MISATO ANDO (업무 위탁)

### 밴드
- 쿠다라나이 이치니치

### 이전 소속 아티스트
- this is not a business
- CARRY LOOSE
- PEDRO
- GO TO THE BEDS
- PARADISES
- EMPiRE
- WAgg
- BOYSGROUP
- BiSH
- 마츠쿠마 켄타 (SCRAMBLES)
- CENT
- 토나이보쇼
- 마메시바노 타이군 토나이보쇼 a.k.a. MONSTERIDOL
- BiS
- 아이나 디 엔드

### 이전 소속 탤런트
- 리치

## 프로듀스
- BiS
- 유키 레이소레